# Aubrey de Vere (ca. 1110-1194)

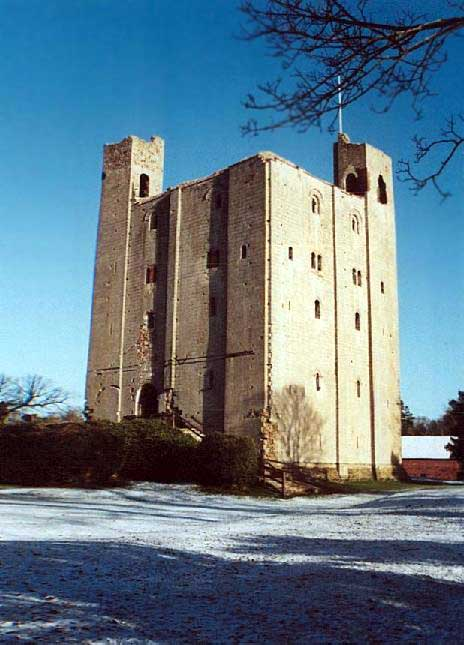
Hedingham Castle

Aubrey de Vere III (ca. 1110 - 26 december 1194), 1e graaf van Oxford, was de oudste zoon van Aubrey de Vere II (ca. 1080 - 1141) en Alice, de dochter van Gilbert Fitz Richard. Hij had grote invloed tijdens de burgeroorlog tussen koning Stefanus (1096 - 1154) en keizerin Mathilde (1102 - 1167). In juli 1142 werd hij door keizerin Matilde tot 1e graaf van Oxford benoemd.